# Dahlsen
Dahlsen ist ein Stadtteil der sauerländischen Stadt Iserlohn im Märkischen Kreis. Der Ort liegt im Iserlohner Süden und ist über die Landesstraße 888 zu erreichen. Eine Busverbindung besteht in Richtung Hemer über Ihmert sowie nach Iserlohn-Grüne. Im Ort entspringt der in den Grüner Bach mündende Niederdahlsener Bach.
Dahlsen wurde 1393 als Nyderendalhusen erwähnt. Der Name bedeutet „zu den Häusern im Tal“. Der Ort gehörte zur Gemeinde Kesbern im Amt Hemer, bis diese am 1. Januar 1975 in die Stadt Iserlohn eingemeindet wurde.
Die neben dem Friedhof gelegene evangelische Auferstehungskirche wurde im Jahr 1966 eingeweiht.
Dahlsen verfügt über eine Reitanlage, in der auch der Reiterverein Iserlohn-Dahlsen beheimatet ist.